# Cratichneumon carolinae
Cratichneumon carolinae là một loài tò vò trong họ Ichneumonidae.